# Dietersdorf (Haselbach)
Dietersdorf ist ein Weiler und ein Ortsteil der Gemeinde Haselbach im niederbayerischen Landkreis Straubing-Bogen. Er liegt etwa zweieinhalb Kilometer nordwestlich von Haselbach und 500 Meter westlich von Roßhaupten.

## Geschichte
Die erste urkundliche Erwähnung erfolgte 1184. Dietersdorf wurde 1966 von der damaligen Gemeinde Irschenbach nach Haselbach umgegliedert.